# Premios TVyNovelas
Ne doit pas être confondu avec Premios TVyNovelas (Colombie).
Les Premios TVyNovelas sont des prix télévisuels mexicains présentés chaque année par Televisa et le magazine TVyNovelas pour honorer les meilleures productions télévisuelles mexicaines, y compris les telenovelas. 
Instituée en 1983, la cérémonie de remise de prix se déroule soit à Mexico, soit à Acapulco. La cérémonie est retransmise par le canal de las Estrellas au Mexique et en Amérique latine, et Univision aux États-Unis. Pour la première fois en trente ans d'histoire, le 28 avril 2013 Canal de las Estrellas et Univision ont diffusé les Premios TVyNovelas simultanément.  

## Cérémonies
| Cérémonie                   | Date              | Hôte | Lieu                                          |
| --------------------------- | ----------------- | --- | --------------------------------------------- |
| 1st TVyNovelas Awards       | June 1983         | NC | NC                                            |
| 2nd TVyNovelas Awards       | 1984              | Luis Miguel | NC                                            |
| 3rd TVyNovelas Awards       | May 21, 1985      | Claudia Córdova, Juán Calderón | Centro Libanés, Mexico D.F.                   |
| 4th TVyNovelas Awards       | 1986              | Raúl Velasco, Luis Miguel | Centro Libanés, Mexico D.F.                   |
| 5th TVyNovelas Awards       | 1987              | Raúl Velasco, Gloria Calzada | Centro Libanés, Mexico D.F.                   |
| 6th TVyNovelas Awards       | April 18, 1988    | Claudia Córdova, Raúl Velasco | Centro Libanés, Mexico D.F.                   |
| 7th TVyNovelas Awards       | May 10, 1989      | Lucero | Centro Libanés, Mexico D.F.                   |
| 8th TVyNovelas Awards       | April 2, 1990     | Joaquín Cordero, Roxana Saucedo | Centro de Espectáculos “Premier“, Mexico D.F. |
| 9th TVyNovelas Awards       | April 8, 1991     | Juan Calderón, Gloria Calzada Rebecca de Alba, Gabriela Goldsmith Lucero                                                                      | Centro de Espectáculos “Premier“, Mexico D.F. |
| 10th TVyNovelas Awards      | 1992              | Raúl Velasco | Mexico D.F.                                   |
| 11th TVyNovelas Awards      | March 29, 1993    | Raúl Velasco, Liza Echeverría Rebecca de Alba, Luis de la Corte Lorena Tassinari                                                              | Mexico D.F.                                   |
| 12th TVyNovelas Awards      | April 29, 1994    | Raúl Velasco | Mexico D.F.                                   |
| 13th TVyNovelas Awards      | April 29, 1995    | Edith González, Alfredo Adame César Évora | Mexico D.F.                                   |
| 14th TVyNovelas Awards      | May 7, 1996       | Erika Buenfil, Eduardo Santamarina | Mexico D.F.                                   |
| 15th TVyNovelas Awards      | May 15, 1997      | Raúl Velasco, Marco Antonio Regil Julissa, Liza Echeverría                                                                                    | Teatro Alameda, San Ángel, Mexico D.F.        |
| 16th TVyNovelas Awards      | 1998              | Fernando Colunga, Sebastian Ligarde | Mexico D.F.                                   |
| 17th TVyNovelas Awards      | March 28, 1999    | Daniela Romo, Marco Antonio Regil | Mexico D.F.                                   |
| 18th TVyNovelas Awards      | May 30, 2000      | Marco Antonio Regil, Adela Micha | Mexico D.F.                                   |
| 19th TVyNovelas Awards      | May 8, 2001       | Jacqueline Bracamontes, Alfredo Adame Raúl de Molina, Adriana Riveramelo Lorena Herrera, Toño de Valdés Ernesto Laguardia, Montserrat Olivier | Mexico D.F.                                   |
| 20th TVyNovelas Awards      | July 4, 2002      | Raúl Velasco, Ernesto Laguardia Luis de la Corte, Gloria Calzada                                                                              | Mexico D.F.                                   |
| 21st TVyNovelas Awards      | May 31, 2003      | Marco Antonio Regil, Rebecca de Alba | Mexico D.F.                                   |
| 22nd TVyNovelas Awards      | March 3, 2004     | Víctor Noriega, Laisha Wilkins | Mexico D.F.                                   |
| 23rd TVyNovelas Awards      | April 23, 2005    | René Strickler, Lucero | Mexico D.F.                                   |
| 24th TVyNovelas Awards      | May 13, 2006      | Eduardo Santamarina, Joana Benedek | Forum Mundo Imperial, Acapulco, Guerrero      |
| 25th TVyNovelas Awards      | May 12, 2007      | Lucero | Forum Mundo Imperial, Acapulco, Guerrero      |
| 26th TVyNovelas Awards      | April 27, 2008    | Yuri | Forum Mundo Imperial, Acapulco, Guerrero      |
| 27th TVyNovelas Awards      | March 15, 2009    | Yuri | Forum Mundo Imperial, Acapulco, Guerrero      |
| 28th TVyNovelas Awards      | March 14, 2010    | Yuri | Forum Mundo Imperial, Acapulco, Guerrero      |
| 29th TVyNovelas Awards      | March 6, 2011     | Jacqueline Bracamontes, Alan Tacher | Forum Mundo Imperial, Acapulco, Guerrero      |
| 30th TVyNovelas Awards      | February 24, 2012 | Jacqueline Bracamontes, Alan Tacher Ximena Navarrete                                                                                          | Forum Mundo Imperial, Acapulco, Guerrero      |
| 31st TVyNovelas Awards      | April 28, 2013    | Galilea Montijo, Alan Tacher Yuri | Forum Mundo Imperial, Acapulco, Guerrero      |
| 32nd TVyNovelas Awards      | March 23, 2014    | Galilea Montijo, Alan Tacher Adrián Uribe | Plaza Condesa, Mexico City                    |
| 33rd TVyNovelas Awards      | March 8, 2015     | Galilea Montijo, Andrea Legarreta Alan Tacher, Adrián Uribe                                                                                   | Mexico City                                   |
| 34th TVyNovelas Awards      | April 17, 2016    | Marjorie de Sousa, Gabriel Soto | Acapulco, Guerrero                            |
| 35th TVyNovelas Awards      | March 26, 2017    | Maite Perroni, Cristián de la Fuente | Mexico City                                   |
| 36th TVyNovelas Awards      | February 18, 2018 | Jacqueline Bracamontes, Inés Gómez Mont | Mexico City                                   |
| 37e Premios TVyNovelas (en) | March 10, 2019    | Arath de la Torre, Montserrat Oliver | Mexico City                                   |
| 38e Premios TVyNovelas (en) | TBD               | Omar Chaparro | Mazatlán, Sinaloa                             |

## Prix

### Récompenses actuelles
| Catégorie                                  | Année                                                    |
| ------------------------------------------ | -------------------------------------------------------- |
| Meilleure telenovela de l'année            | 1983-présent                                             |
| Meilleure actrice                          | 1983-présent                                             |
| Meilleur acteur                            | 1983-présent                                             |
| Meilleure actrice antagoniste              | 1983-présent                                             |
| Meilleur acteur antagoniste                | 1983-présent                                             |
| Meilleure actrice coresponsable            | 1991-1992, 2002, 2008-présent                            |
| Meilleur acteur coréalisateur              | 1991-1992, 2002, 2008-présent                            |
| Meilleure actrice principale               | 1986-2004, 2006-présent                                  |
| Meilleur acteur principal                  | 1986-2004, 2006-présent                                  |
| Meilleur thème musical                     | 1994-1996, 1998-2001, 2003-2007, 2010-présent            |
| Meilleure histoire originale ou adaptation | 1986-1993, 1995-2001, 2004, 2008-2010, 2012-présent      |
| Meilleure réalisation                      | 1985-1988, 1990-1993, 1995-2003, 2006-2010, 2013-présent |
| Meilleure direction des caméras            | 1988-1993, 1995-1999, 2001, 2009-2010, 2016-présent      |
| Meilleur programme de comédie              | 1983-1993, 2000, 2002-2008, 2017-présent                 |
| Meilleur programme de variétés             | 1983-1994, 2001, 2003, 2005-présent                      |
| Meilleure émission télévisée restreinte    | 2007-présent                                             |
| Meilleur programme d'unité                 | 2014-présent                                             |
| Meilleure série                            | 2008-2014, 2017-2018, 2020-présent                       |